# Marvin Çuni
Marvin Çuni (Freising, 10 luglio 2001) è un calciatore albanese, attaccante della Sampdoria, in prestito dal Rubin Kazan.

## Carriera

### Club

#### Giovanili in Germania e prestiti
Cresciuto nelle giovanili del Bayern Monaco, il 20 luglio 2020 viene ceduto in prestito al Sonnenhof G., club con cui muove i primi passi tra i professionisti.
Il 1º settembre 2021 viene ceduto nuovamente in prestito, questa volta al Paderborn.
Il 24 giugno 2022 viene ceduto (sempre a titolo temporaneo) al Saarbrücken.

#### Frosinone
Il 6 luglio 2023 è stato acquistato dal Frosinone, in Serie A, a titolo definitivo. Esordisce il 19 agosto giocando da titolare la partita contro il Napoli, persa per 3-1. Il 6 novembre segna la sua prima rete, nel successo per 2-1 contro l'Empoli.
Dopo la retrocessione dei ciociari in serie B, il 24 agosto 2024 segna la sua prima rete nel campionato cadetto, nella sconfitta per 2-1 in casa dello Spezia.

#### Rubin Kazan e Sampdoria
L'11 settembre 2024 trova un accordo con i russi del Rubin, con i quali firma un contratto quadriennale. Due giorni dopo esordisce nella sconfitta casalinga per 0-2 contro il Krylya Sovetov Samara.
Il 1° agosto 2025 torna in Italia, acquistato dalla Sampdoria, in prestito con opzione di riscatto fino al 30 giugno 2029.

### Nazionale
Ha giocato nella nazionale albanese Under-19.
Il 14 ottobre 2023 viene convocato per la prima volta dalla nazionale maggiore albanese in vista dell’amichevole contro la Bulgaria. Esordisce subentrando nel secondo tempo (partita poi terminata 2-0 per l’Albania).

## Statistiche

### Presenze e reti nei club
Statistiche aggiornate al 18 agosto 2025.
| Stagione         | Squadra          | Campionato       | Campionato | Campionato | Coppe nazionali | Coppe nazionali | Coppe nazionali | Coppe continentali | Coppe continentali | Coppe continentali | Altre coppe | Altre coppe | Altre coppe | Totale | Totale |
| Stagione         | Squadra          | Comp             | Pres       | Reti       | Comp            | Pres            | Reti            | Comp               | Pres               | Reti               | Comp        | Pres        | Reti        | Pres   | Reti   |
| ---------------- | ---------------- | ---------------- | ---------- | ---------- | --------------- | --------------- | --------------- | ------------------ | ------------------ | ------------------ | ----------- | ----------- | ----------- | ------ | ------ |
| 2019-2020        | Sonnenhof G.     | REG              | 34         | 19         | CG              | 0               | 0               | -                  | -                  | -                  | -           | -           | -           | 34     | 19     |
| 2021-2022        | Paderborn        | 2B               | 11         | 0          | CG              | 0               | 0               | -                  | -                  | -                  | -           | -           | -           | 11     | 0      |
| 2022-2023        | Saarbrücken      | 3L               | 32         | 9          | CG              | 0               | 0               | -                  | -                  | -                  | -           | -           | -           | 32     | 9      |
| 2023-2024        | Frosinone        | A                | 22         | 1          | CI              | 1               | 0               | -                  | -                  | -                  | -           | -           | -           | 23     | 1      |
| ago.-set. 2024   | Frosinone        | B                | 3          | 1          | CI              | 1               | 0               | -                  | -                  | -                  | -           | -           | -           | 4      | 1      |
| Totale Frosinone | Totale Frosinone | Totale Frosinone | 25         | 2          | -               | 2               | 0               | -                  | -                  | -                  | -           | -           | -           | 27     | 2      |
| set. 2024-2025   | Rubin            | PL               | 10         | 0          | CR              | 4               | 0               | -                  | -                  | -                  | -           | -           | -           | 14     | 0      |
| 2025-2026        | Sampdoria        | B                | 0          | 0          | CI              | 1               | 0               | -                  | -                  | -                  | -           | -           | -           | 1      | 0      |
| Totale carriera  | Totale carriera  | Totale carriera  | 102        | 30         | -               | 3               | 0               | -                  | -                  | -                  | -           | -           | -           | 105    | 30     |

### Cronologia presenze e reti in nazionale
| Cronologia completa delle presenze e delle reti in nazionale ― Albania | Cronologia completa delle presenze e delle reti in nazionale ― Albania | Cronologia completa delle presenze e delle reti in nazionale ― Albania | Cronologia completa delle presenze e delle reti in nazionale ― Albania | Cronologia completa delle presenze e delle reti in nazionale ― Albania | Cronologia completa delle presenze e delle reti in nazionale ― Albania | Cronologia completa delle presenze e delle reti in nazionale ― Albania | Cronologia completa delle presenze e delle reti in nazionale ― Albania |
| Data                                                                   | Città                                                                  | In casa                                                                | Risultato                                                              | Ospiti                                                                 | Competizione                                                           | Reti                                                                   | Note                                                                   |
| ---------------------------------------------------------------------- | ---------------------------------------------------------------------- | ---------------------------------------------------------------------- | ---------------------------------------------------------------------- | ---------------------------------------------------------------------- | ---------------------------------------------------------------------- | ---------------------------------------------------------------------- | ---------------------------------------------------------------------- |
| 17-10-2023                                                             | Tirana                                                                 | Albania                                                                | 2 – 0                                                                  | Bulgaria                                                               | Amichevole                                                             | -                                                                      | 46’                                                                    |
| Totale                                                                 |                                                                        | Presenze                                                               | 1                                                                      |                                                                        | Reti                                                                   | 0                                                                      |                                                                        |